# MAPK8
MAPK8 («митоген-активируемая белковая киназа 8»; англ. mitogen-activated protein kinase 8; JNK1) — цитозольная серин/треониновая протеинкиназа, семейства MAPK группы JNK, продукт гена MAPK8.

## Структура
MAPK8 состоит из 427 аминокислот, молекулярная масса 48 296 Да. Описано 5 изоформы белка, образующиеся в результате альтернативного сплайсинга, из которых изоформа 2 считается канонической.

## Функция
MAPK8, или JNK1, — фермент семейства MAPK из группы киназ JNK. Участвует во множестве различных клеточных процессов, таких как клеточная пролиферация, клеточная дифференцировка, миграция, трансформация и апоптоз. Активация киназы MAPK8 происходит под действием внеклеточных сигналов, таких как провоспалительные цитокины или физический стресс, которые стимулируют SAP/JNK-сигнальные пути. В этом сигнальном каскаде MAPK8 фосфорилируется киназами двойной специфичности MAP2K4/MKK4 и MAP2K7/MKK7. В свою очередь, MAPK8 фосфорилирует ряд факторов транскрипции, главным образом связанные с AP-1, такие как JUN, JDP2 и ATF2, что регулирует транскрипционную активность AP-1.
MAPK8 фосфорилирует фактор репликации ДНК CDT1, ингибируя таким образом взаимодействие между CDT1 и гистон-H4-ацетилазой HBO1 в точке начала репликации. Потеря этого взаимодействия нарушает процесс ацетилирования, необходимый для начала репликации. MAPK8 способствует апоптозу клеток, находящихся в состоянии стресса, за счёт фосфорилирования ключевых факторов регуляции, включая p53/TP53 и YAP1.
В T-лимфоцитах MAPK8 и MAPK9 играют ключевую роль в поляризованной дифференцировке T-хелперов в Т-хелперы 1 (Th1). Кроме этого, участвует в выживании эритроидных клеток, фосфорилируя антагонист апоптоза BAD после стимуляции эритропоэтином.
Опосредует индуцированное голоданием фосфорилирование BCL2, диссоциацию BCL2 от BECN1 и, таким образом, активирует аутофагию.

## Взаимодействия
MAPK8 взаимодействует со следующими белками:
- ATF2[12][13][14][15]
- C-jun[5][15][16][17][18][19][20][21]
- Crk[22]
- DUSP10[23]
- DUSP1[24]
- DUSP22[25]
- GSTP1[26]
- IRS1[27][28]
- ITCH[29][30]
- MAP2K4[14][15][31][32][33]
- MAP2K7[15][31]
- MAP3K1[34]
- MAP3K2[31]
- MAPK8IP1[35][36]
- MAPK8IP3[37][38]
- Myc[39]
- REL[16]
- SH3BP5[40]
- SPIB[41].